# Villardonnel
Villardonnel – miejscowość i gmina we Francji, w regionie Oksytania, w departamencie Aude.
Według danych na rok 1990 gminę zamieszkiwało 365 osób, a gęstość zaludnienia wynosiła 22 osoby/km² (wśród 1545 gmin Langwedocji-Roussillon Villardonnel plasuje się na 584. miejscu pod względem liczby ludności, natomiast pod względem powierzchni na miejscu 480.).